# TOTO
Toto (TOTO株式会社 Tōtō Kabushiki-gaisha?) (TYO: 5332), o TOTO, es una empresa japonesa y es el fabricante de inodoros más grande del mundo. Fue fundada en 1917 y es conocido por desarrollar el Washlet y sus productos derivados. La compañía tiene su sede en Kitakyushu, Japón, y posee instalaciones de producción en nueve países. El nombre "Toto" es una abreviatura de las dos palabras japonesas que forman su nombre completo, Tōyō Tōki (東洋陶器 Cerámicas Orientales?).